# Вулиця Володимира Антоновича (Дніпро)
Вулиця Володимира Антоновича — вулиця в Центральному та Чечелівському адміністративних районах міста Дніпро.
Вулиця починається від території спорткомплексу «Дніпро-Арена» по вул. Херсонській і веде на захід до Аптекарської балки, вливаючись в вул. Леваневського (колишня Керосинна). Олександрівська балка була далекою околицею Катеринослава. Тут, в околицях яру, збирав лікувальні трави штабс-лікар Карл Роде, ім'я якого присвоєно балці, пізніше перейменовану в Аптекарську.

## Історія

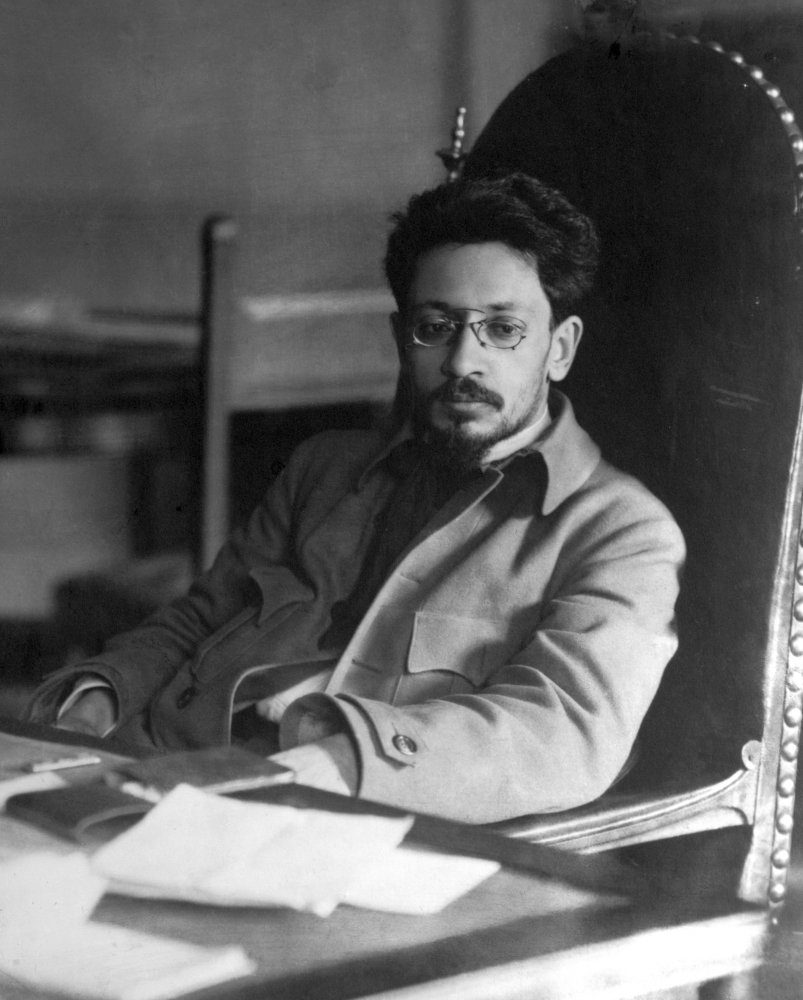
Свердлов Яків Михайлович

Вулиця Скакова вела до місцевості, де в першій половині XIX століття на степовій території з вигоном землі проходили міські перегони: на південь від сучасного пр.Пушкіна, паралельно йому, від пр. Олександра Поля до вул. Робітничої.
"Вперше Товариство скакового і рисистого бігу було затверджено в Катеринославі в 1829 році. З того часу щороку на Петропавлівському ярмарку 29 червня тут влаштовувалися скачки з призами від державного кіннозаводства. Сюди прибувала вся знать і аристократія, причому не тільки місцева — були й іноземці, які приїздили до Катеринослава на вовняний ярмарок. На скачках було присутнє багато багатіїв-кіннозаводчіков, любителів і цінителів коней, найбільш відомі одержувачі численних призів — місцеві поміщики Євецький, Герсанов, Богданович і Нечаєв. На змагання в Катеринославі приводили своїх степових скакунів кримські татарські мірзи. Після закінчення перегонів пили шампанське в таких кількостях, що «якби вилити його на місце, де були скачки, то на увазі способу нахилення цієї місцевості до міста, залило б місто» — згадували очевидці. У 1860-і роки почалася забудова цієї частини міста (за матеріалами В. І. Лазебник).

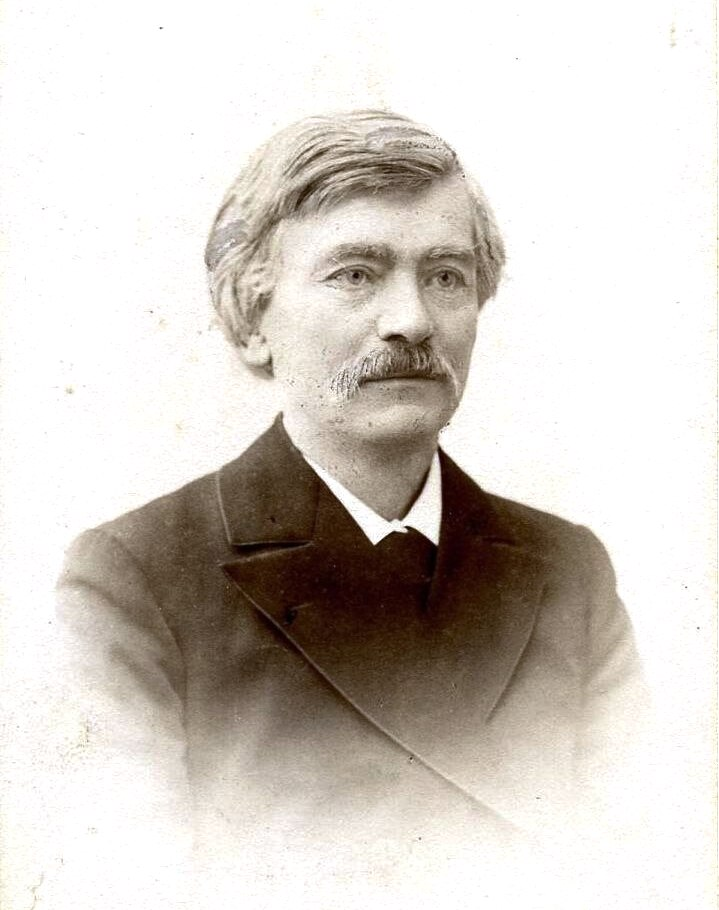
Антонович Володимир Боніфатійович

У 1880-і роки у зв'язку з відходом того покоління, яке організувало товариство і іподром на Скаковій, біг і скачки припинилися і були відновлені тільки в 1911 році вже в іншому місці — на відстані одного кілометра від сучасного глухого кута трамвая № 4, по пр. Богдана Хмельницького, де і був обладнаний іподром. Тільки до 1880-х років місто наблизилося до східного краю Аптекарської балки. На плані Катеринослава 1885 року вулиця Скакова з'єднує Сінну площу (розташовувалася спочатку між Міським кладовищем і вулицями Базарній (Святослава Хороброго), Херсонській і Первозванівській (Короленка)) і Циганську площу (приблизно півтора кварталу між сучасними вулицями Володимира Антоновича, Робітничої, Надії Алексєєнко і проспектом Пушкіна) на східному березі балки. Тут традиційно ставили табір цигани, що і дало назву пустиря, перейменованому в Олександрівсько-Невську площу після будівництва на пустирі в 1889 році дерев'яної Олександрівсько-Невської церкви в ознаменування порятунку імператорської сім'ї під час аварії поїзда поблизу станції Борки. У 1896 році на місці дерев'яної церкви споруджено кам'яну Благовіщенську, в народі довго (іноді і зараз) називали Олександро-Невська (церква внизу вул. Робітничої).
У 1913 році вулицю Скакову перейменовують в Романівську на честь 300-річчя дому Романових.14 серпня 1923 року президія губвиконкому затвердила перейменування вулиці Романівської у Свердловську. Яків Михайлович Свердлов був російським більшовиком, головою ВЦВК, одним з організаторів розгону Установчих зборів, розкозачення, Червоного терору. Деякі сучасні історики визнають встановленим фактом санкціонування розстрілу Миколи II більшовицьким керівництвом в особі Леніна і Свердлова.
26 листопада 2015 року в.о. міського голови Галина Булавка підписала розпорядження про перейменування топонімів міста Дніпропетровська. Вулиця Свердлова отримала назву Володимира Антоновича — на честь Володимира Боніфатійовіча Антоновича, українського історика, археолога, етнографа.

## Перехресні вулиці
- вулиця Львівська,
- вулиця Канатна,
- вулиця Робітнича,
- вулиця Надії Алексєєнко,
- вулиця Філософська,
- вулиця Степана Бандери,
- вулиця В'ячеслава Чорновола,
- проспект Олександра Поля.

## Будівлі
Перші два квартали — найсучасніші в забудові вулиці — сформувалися в останній третині XX століття. На непарній стороні привертати до себе увагу добре озеленена і доглянута територія з чотирьохповерховою, облицьованою плиткою будівлею навчально-виховного комплексу «Планета Щастя» (НВК № 148). Протилежна парна сторона забудована великопанельними багатоповерховими будинками. Будівля готелю та житлового будинку готельного типу схожі зовні, біля готелю при будівництві розміщувався ресторан. Примітно, що назва готелю, який працює і сьогодні, було співзвучно вулиці, «Свердловськ», ресторан біля готелю називався «Урал». Зараз в цій одноповерховій будівлі працює фітнес-центр.
За перетином з проспектом Поля на непарній стороні — будівлі комплексу дитячої клінічної лікарні № 2 з поліклінікою. Меморіальна дошка на фасаді поліклініки повідомляє, що будівля побудована в 1972 році. На протилежній, парній стороні — на розі з проспектом розташований житловий будинок в стилістиці конструктивізму і класицизму, збудований в кінці 30-х років минулого століття залізницею. Трохи далі розташований 10-поверховий житловий будинок, побудований в 1998 році із силікатної цегли з офісними приміщеннями на 1-му і цокольному поверхах, і центром зайнятості Центрального району. По сусідству в кутовому будинку № 30-32 функціонує Управління праці та соцзахисту цього ж району.
№ 49 — триповерховий прибутковий будинок у стилі модерн, в якому розміщувалися Катеринославські технічні курси В. Х. Коробочкина. Курси були засновані в 1910 році, з них почалася історія Придніпровської державної академії будівництва та архітектури. У 1912 році курси розширилися електромеханічним і будівельним відділенням. До 1915 року там навчалося 250 студентів з терміном навчання 3,5 року (7 семестрів).
№ 65 — міська станція швидкої допомоги. Комплекс, заснований на цьому місці, працює з 1958 року і складається з різноманітних споруд. Саме ж товариство швидкої медичної допомоги було створено в Катеринославі в 1904 році: 3 лікарі та 2 кінних вози (карети) надавали допомогу за невелику плату. Служба існувала за рахунок добровільних пожертвувань. Будівля станції швидкої допомоги була побудована на Катеринославському проспекті (на фасаді будинку № 53 досі зберігаються червоні хрести). У 1937 році була створена повноцінна «Швидка допомога»: 36 лікарів, середній і старший медперсонал, коні й машини для виїзду. У 1958 році служба переїхала на вулицю Володимира Антоновича. На території встановлено бюст М. І. Пирогова.
№ 70 — будівля на розі вулиць Володимира Антоновича та Громова, побудована для другого залізничного училища.
№ 71 — нестандартна будівля прикрашає перехрестя вулиць Володимира Антоновича та Надії Алексєєнко: вона побудована незалежною церквою християн-баптистів «Відродження» на початку XXI століття.
№ 72 — будівля відділення Імператорського російського технічного товариства. У 1909 році губернським архітектором Федором Федоровичем Булацелем був розроблений ескізний проєкт на будівництво будинку для Катеринославського відділення Імператорського російського технічного товариства. У тому ж році проєкт будівлі виконав цивільний інженер Ф. Е. Вишинський. Будівництво здійснювалося в 1910—1911 роках, під кураторством Булацеля. Технічне суспільство використовувало будівлю з моменту спорудження в 1911 році до 1922 року. З 1922 по 1948 р.р. в будівлі розміщувалася школа № 3 залізниці. У 1948 школа була перейменована в школу № 3 Сталінської залізниці й існувала до 1960 року. З 1960 року і по сьогодні в будівлі знаходиться загальноосвітня середня школа № 32.

## Світлини

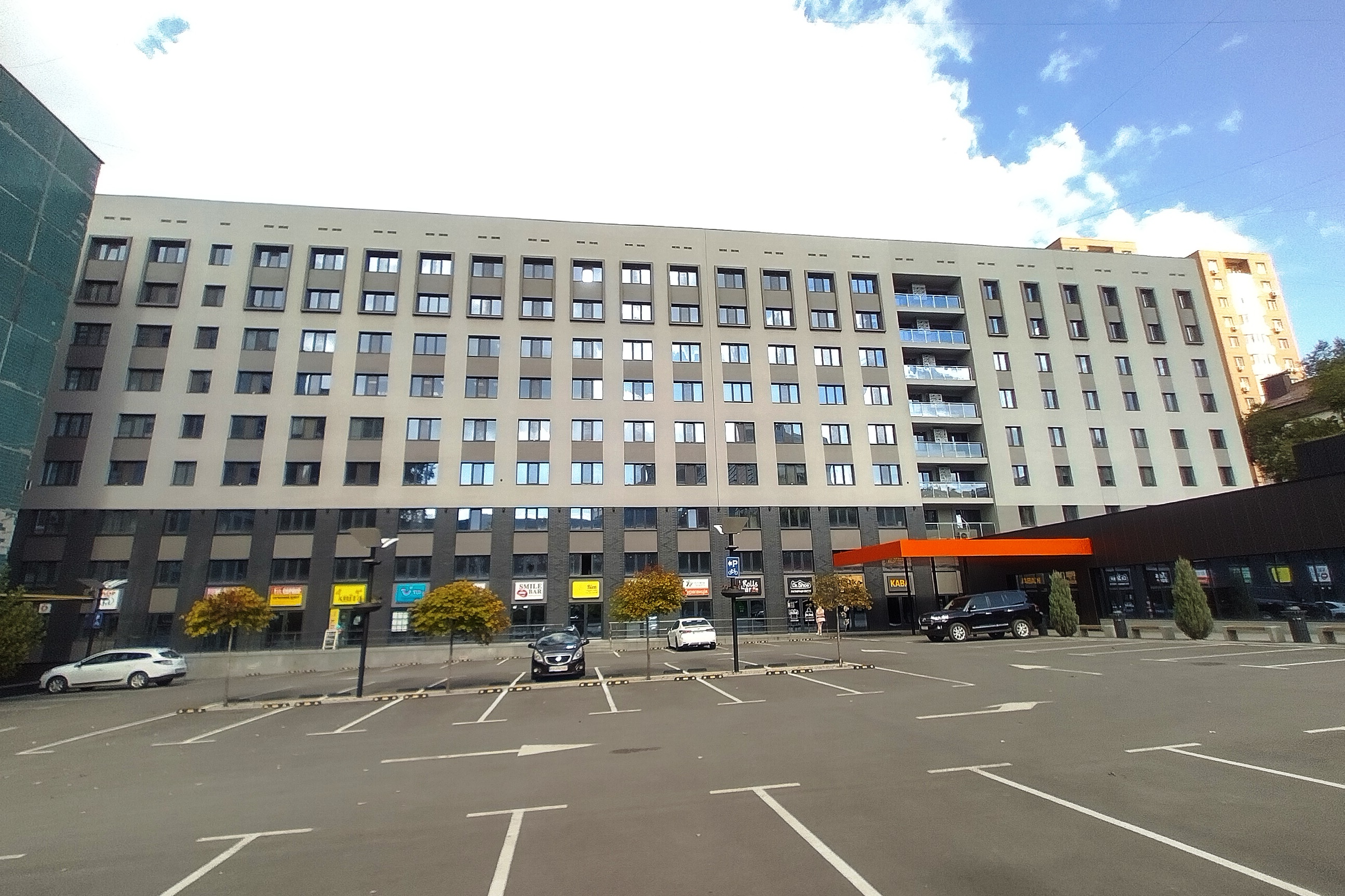
Антоновича, 6 - колишній готель "Свердловськ"
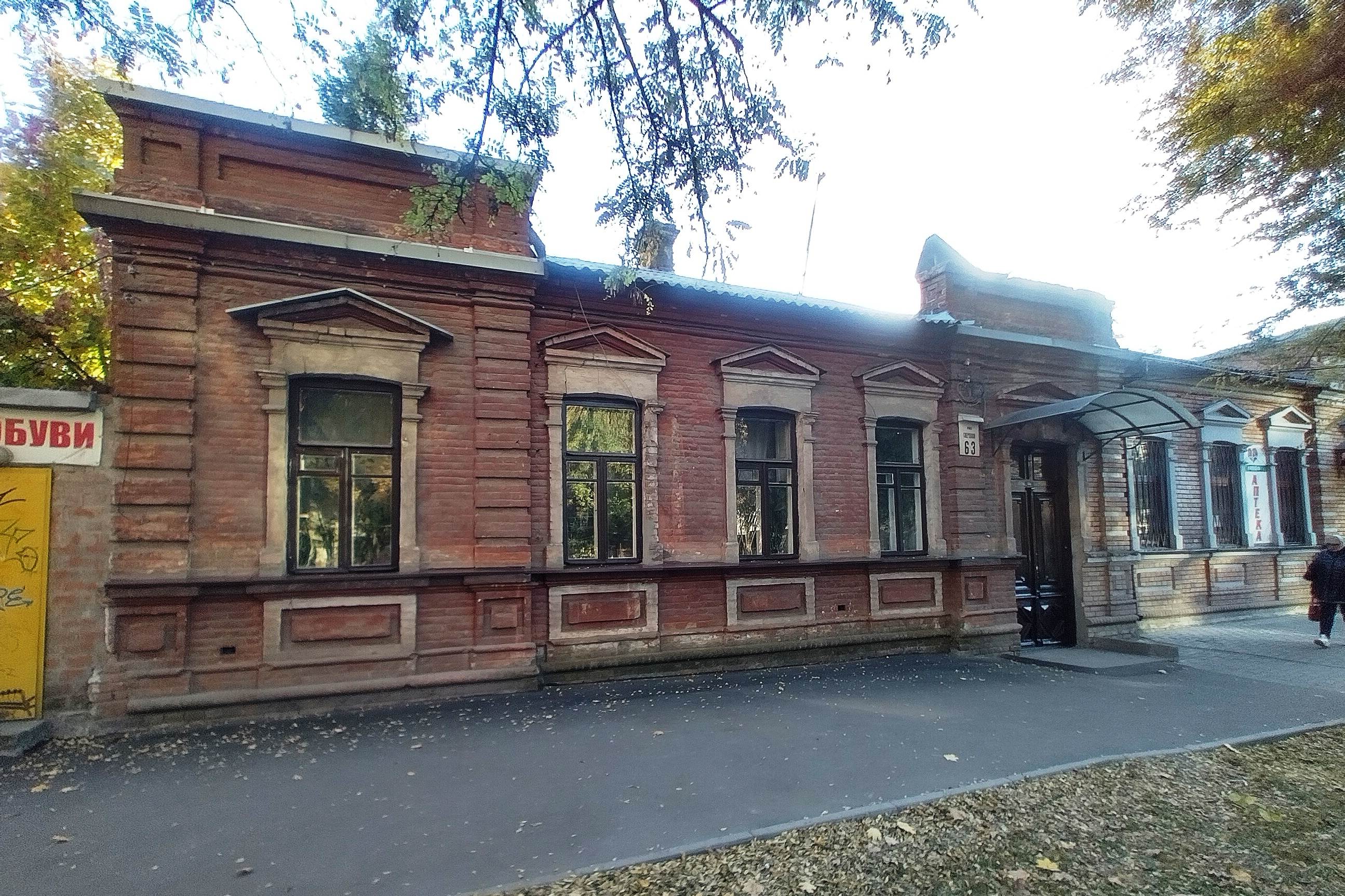
Антоновича, 63
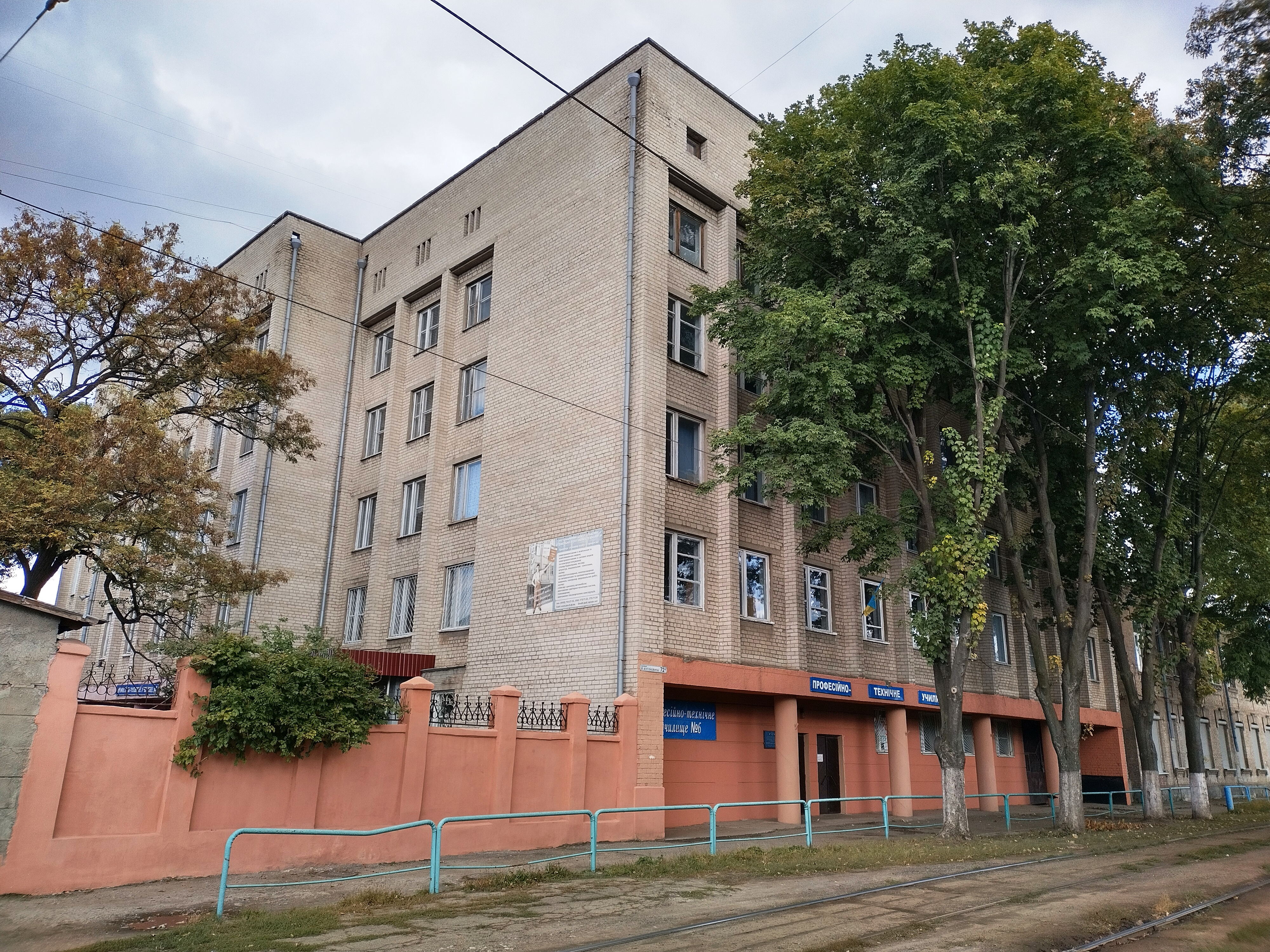
Антоновича, 72а - головний корпус ПТУ № 6
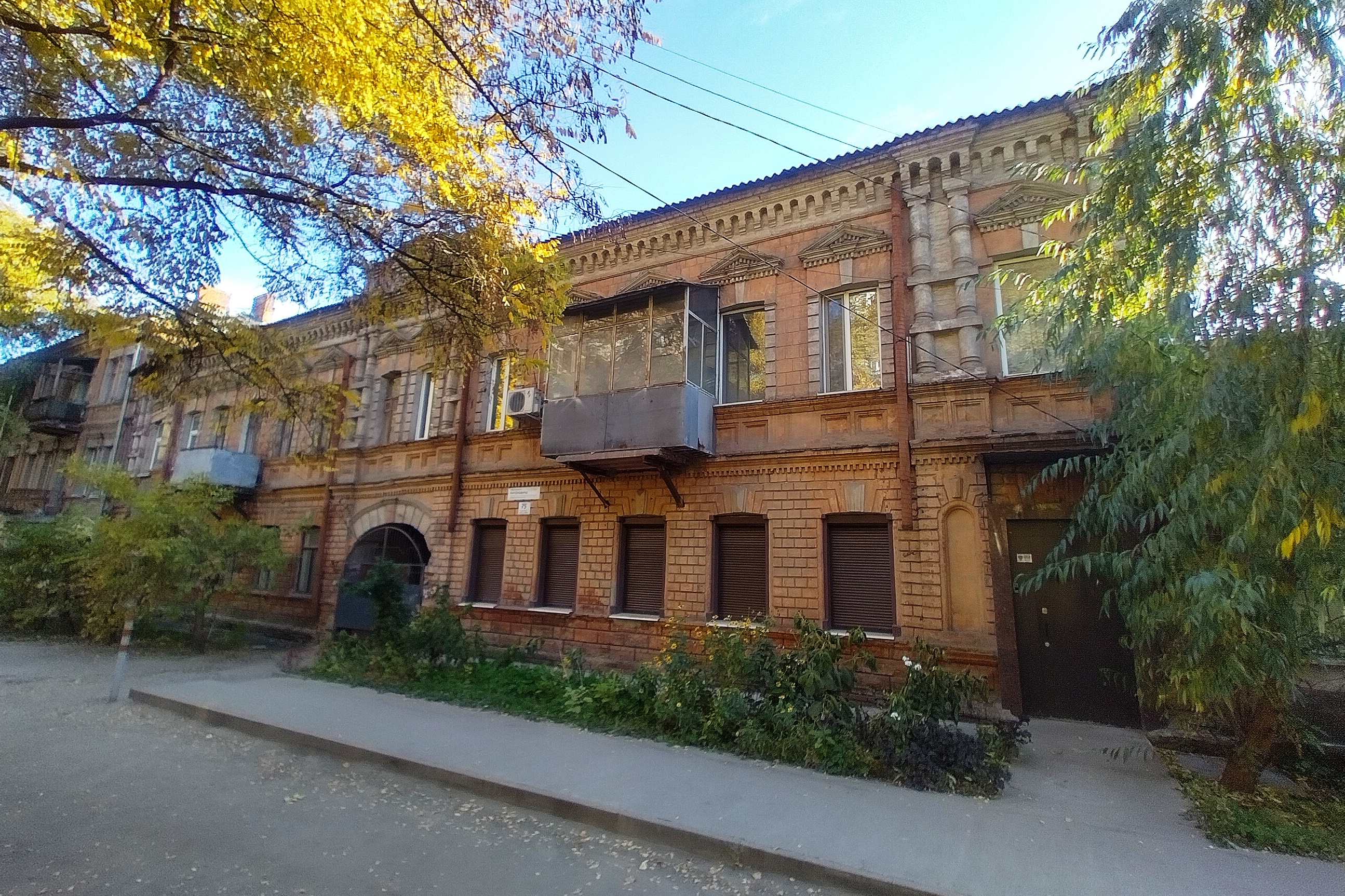
Антоновича, 75
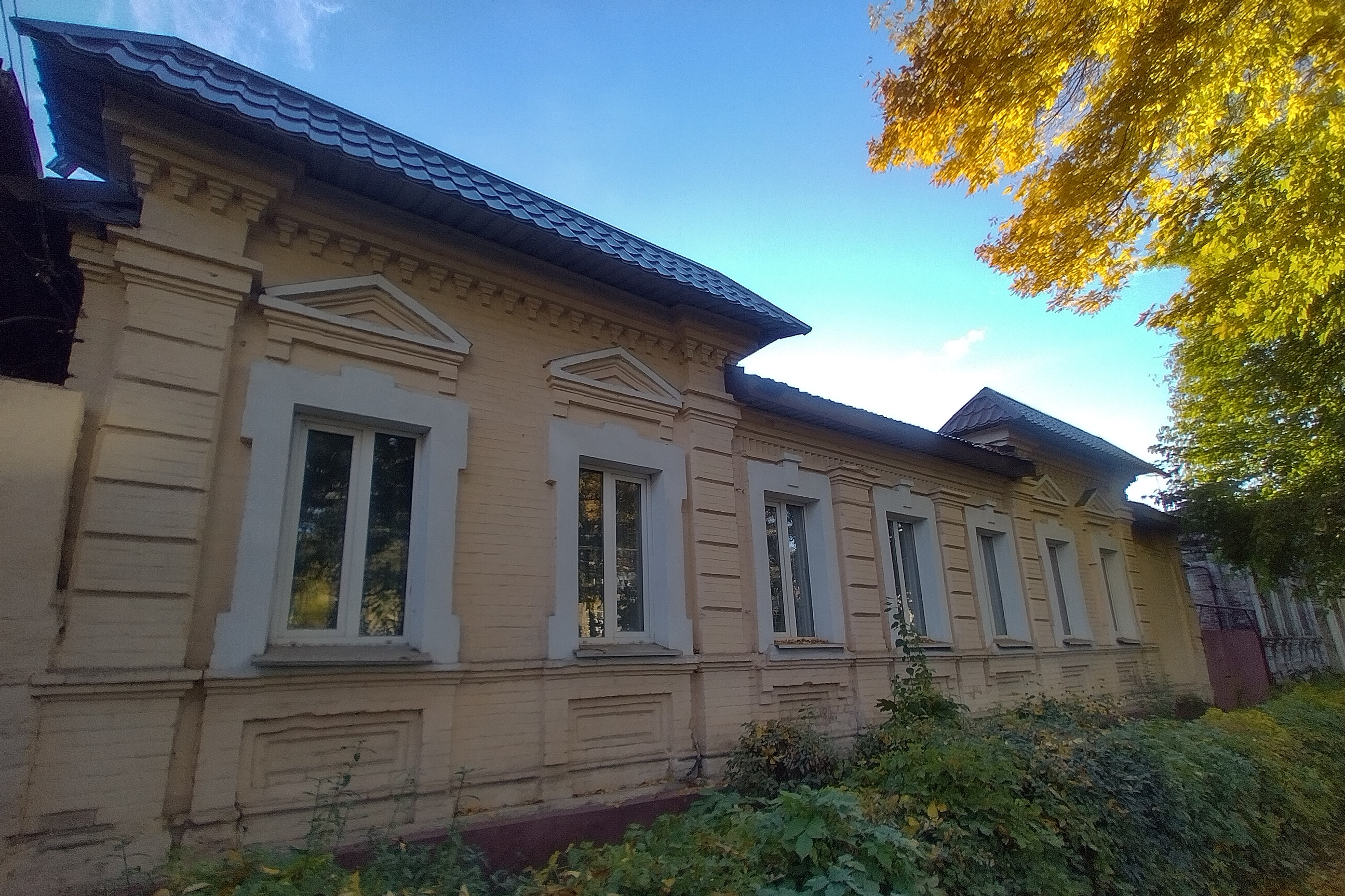
Антоновича, 101